# وادشت

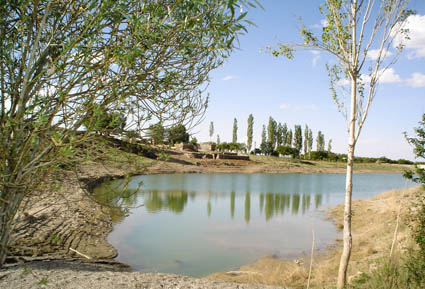

وادشت یکی از زیباترین محلات خوانسار است، که در شمال غربی این شهر واقع است. باغهای آلو، گردو و زردآلو و همچنین تاکستانهای انگور عمده پوشش گیاهی این منطقه را تشکیل می‌دهد. دربند یکی از مکانهای دیدنی این محل است که در مسیر ارتباطی خوانسار به بویین میاندشت قرار گرفته‌است.نام خانوادگی اکثر ساکنان وادشت (دهاقین) به معنی زمیندار بزرگ و صاحب زمین است.

## اماکن
مسجد با ب المراد وادشت یکی از مساجد معروف شهرستان است که نذورات متعددی نیز در آن صورت می‌گیرد. هیئت عزاداران باب المراد نیز از هیئات عزاداری با سابقه این شهرستان است. این محل دارای یک سرای معلم، یک درمانگاه و سه مسجد می‌باشد. محلات مجاور این محل رباط و بیدهند می‌باشند.
همچنین وادشت یکی از قدیمی‌ترین محلات و منطقه‌های شهر خوانسار می‌باشد که در تاریخ‌های متعدد شاهد صحنه‌هایی از تقابل و درگیری‌های مردم با شورشی‌ها و قیام خواه‌های قدیمی که به نفع مردم و برای مردم اقدام می‌کردند.
وادشت از دو طایفه دهاقین و دشتی تشکیل شده‌است.

## مشاغل و صنایع
قلمزنی یکی از صنایع دستی و هنری این محل است که در حال حاضر بیشتر جوانان محل به لحاظ عدم وجود بازار کار مناسب این حرفه را عمدتا در تهران دنبال می‌نمایند که بسیاری از آنان هم‌اکنون از تولیدکنندگان، فروشندگان و فعالان صنف پارچه‌های گرد بافت تریکو و لوستر و آیینه شمعدان  در بازار تهران هستند. شغل عمده ساکنان محلی کشاورزی و دامداری و نیز تولید عسل خوانسار است با این حال بسیاری از متولدین این محل در شغلها و پستهای اداری شهرستان از جمله اموزش و پرورش و بانکها مشغول می‌باشند. 

## گویش محلی
گویش محلی ساکنان این محل نیز خوانساری است. 